# Pennellia micrantha
Pennellia micrantha là một loài thực vật có hoa trong họ Cải. Loài này được (A. Gray) Nieuwl. mô tả khoa học đầu tiên năm 1918.